# Saint-Magne
Saint-Magne is een gemeente in het Franse departement Gironde (regio Nouvelle-Aquitaine). De plaats maakt deel uit van het arrondissement Arcachon. Saint-Magne telde op 1 januari 2022 1.235 inwoners.

## Geografie
De oppervlakte van Saint-Magne bedroeg op 1 januari 2022 82,66 vierkante kilometer; de bevolkingsdichtheid was toen 14,9 inwoners per km².

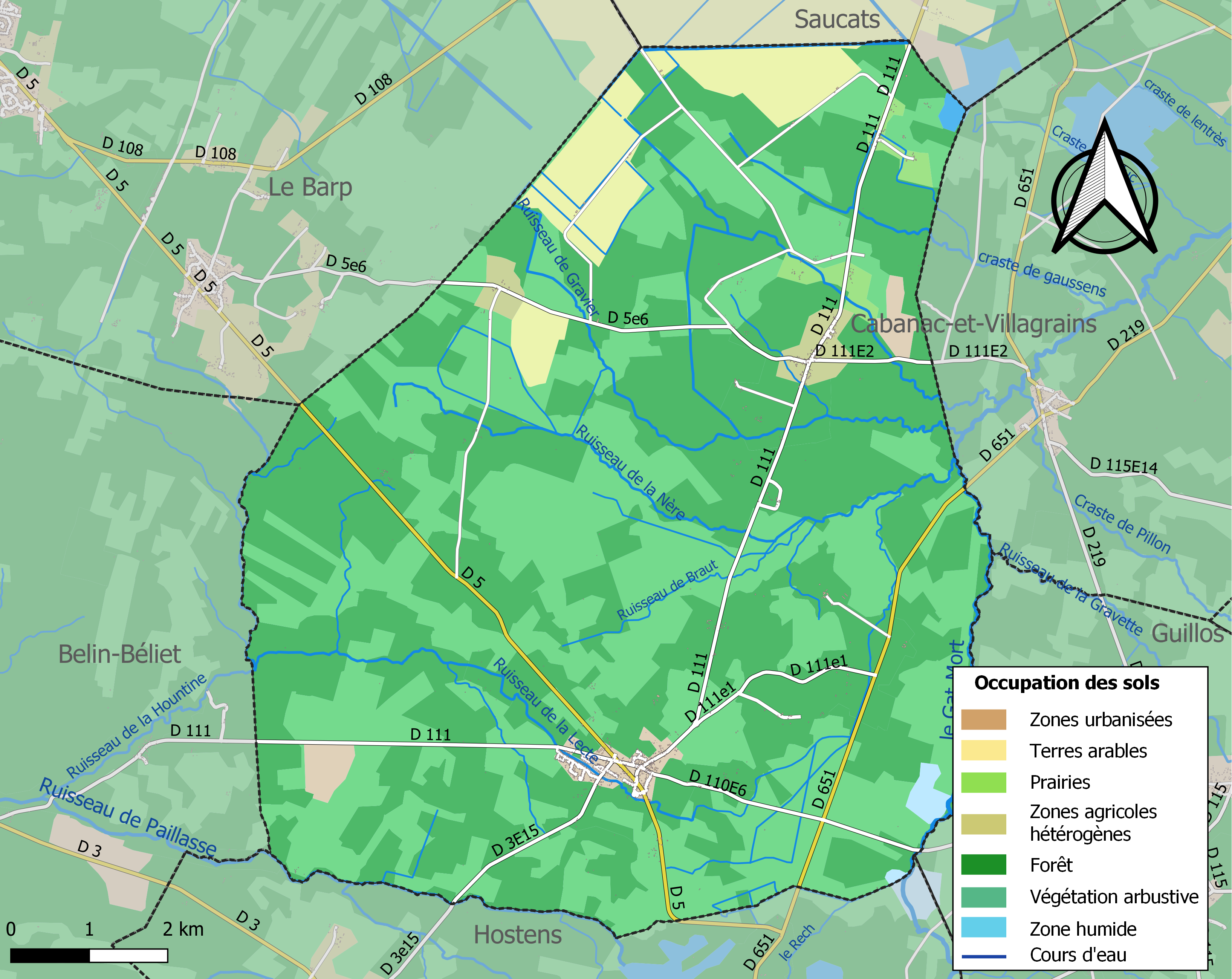
Kaart van de gemeente met belangrijkste infrastructuur, bodemgebruik en omliggende gemeenten

## Demografie
Onderstaande figuur toont het verloop van het inwonertal (bron: INSEE-tellingen).